# Feuerwehr Altenburg
Die Feuerwehr Altenburg ist für das Stadtgebiet von Altenburg zuständig und besteht aus Berufsfeuerwehr und Freiwilliger Feuerwehr.

## Geschichte
Die erste organisierte Feuerwehr der Stadt Altenburg wurde am 7. Mai 1854 zunächst als Freiwillige Feuerwehr gegründet. Im November 1921 wurde durch die Deutsche Erdöl Actiengesellschaft (DEA) eine Berufsfeuerwehr auf dem mittlerweile verlassen Gelände des Bauhofes in der Münsaer Straße errichtet. Die neu gegründete Berufsfeuerwehr hatte primär den Schutz der DEA-Werke in Rositz und Regis-Breitingen zu gewährleisten.
Außer dem Schutz der rund 25 DEA-Werke hatte die Berufsfeuerwehr Altenburg durch Löschverträge den Schutz einer Vielzahl von Industrie- und Landwirtschaftsbetrieben sicherzustellen.
Im Jahre 1938 begann auch für die Feuerwehr Altenburg eine Zeit der Veränderung. Durch das "Gesetz über das Feuerlöschwesen" wich das Feuerwehrrot dem Grün der Feuerlöschpolizei. Doch auch dieser Farbanstrich sollte nur kurze Zeit das Bild der Feuerwehr prägen. Schon zu Beginn des Zweiten Weltkriegs änderte sich erneut der Farbanstrich der Fahrzeuge. Ab jetzt war "Wehrmachtsgrau" die Farbe der Feuerwehr im Deutschen Reich. Der Krieg endete für die Feuerwehr friedlich, Personen- und Fahrzeugschäden waren keine zu beklagen. Die Altenburger Feuerwehrmänner übergaben den ersten vorbeikommenden amerikanischen Soldaten ihre Waffen, mit denen sie als Angehörige der Feuerlöschpolizei ausgerüstet worden waren.
Am 25. April 1969 wurde die Freiwillige Feuerwehr Nord gegründet.
Im Jahr 1992 wurde die Altenburger Berufsfeuerwehr durch das Thüringer Innenministerium in die Trägerschaft der Stadtverwaltung Altenburg übergeben. Die Leitstelle Altenburg wurde 1995 in eine Feuermelde- und Alarmzentrale (FMAZ) umgewandelt, die Alarmierung erfolgt nun für die Landkreise Altenburger Land, Greiz und die Stadt Gera von der Zentralen Leitstelle in Gera.
Seit Mitte 2012 sind die Berufsfeuerwehr und die Freiwilligen Feuerwehren Mitte und Nord in der neu errichteten Feuerwache in der Remsaer Straße 4 im Gewerbegebiet Weißer Berg stationiert. Zuvor war die Berufsfeuerwehr im 1712 errichteten herzoglichen Jagdzeughaus in der Münsaer Straße 8 untergebracht. Die Freiwillige Feuerwehr Mitte war in der Käthe-Kollwitz-Straße 63 und die FF Nord in der Poststraße untergebracht.

## Struktur
Bei der Berufsfeuerwehr Altenburg verrichten 30 Beamte ihren Dienst in 3 Wachabteilungen. Je Wachabteilung sind 7 Beamte rund um die Uhr zur Abwehr von Gefahren für die öffentliche Sicherheit und Ordnung im Dienst. Die Freiwillige Feuerwehr gliedert sich in 4 Abteilungen, eine Alters- und Ehrenabteilung sowie eine Jugendfeuerwehr.
- Freiwillige Feuerwehr Altenburg
- Freiwillige Feuerwehr Ehrenberg
- Freiwillige Feuerwehr Kosma
- Freiwillige Feuerwehr Paditz

## Fuhrpark der Berufsfeuerwehr
- 2 Kommandowagen (KdoW)
- 1 Hilfeleistungslöschgruppenfahrzeug HLF 20/16
- 2 Drehleitern DLK(A) 23/12
- 1 Rüstwagen (RW 2)
- 1 Tanklöschfahrzeug TLF 4000
- 1 Tanklöschfahrzeug TLF 16/24
- 1 Gerätewagen-Mess (GW-Mess)
- 1 Gerätewagen-Atemschutz/Strahlenschutz (GW-AS)
- 2 Wechselladerfahrzeuge (WLF)
- 1 Abrollbehälter Schlauch
- 1 Abrollbehälter Gefahrgut
- 1 Abrollbehälter Mulde
- 1 Führungskraftwagen (FüKw)